# Адамов, Денис (австрийский футболист)
Денис Адамов (нем. Denis Adamov; 16 мая 1999) — австрийский футболист, полузащитник.

## Карьера
Воспитанник венской «Аустрии», в системе которой находился с 2009 года. На профессиональном уровне начинал играть в клубах региональной лиги Австрии «Мауэрверк» и «Трайскирхен».
В августе 2020 года подписал контракт со словенским клубом «Домжале». В его составе дебютировал в чемпионате Словении 7 ноября, отыграв весь матч с клубом «Марибор». Всего же в сезоне 2020/21 провёл 6 матчей в чемпионате страны. Летом 2021 года принял участие в одном матче квалификации Лиги конференций 2021/22.